# Beatrice d’Este
Beatrycze d’Este, wł. Beatrice d’Este (ur. 29 czerwca 1475, zm. 2 stycznia 1497) – księżna Bari i Mediolanu, córka księcia Ferrary i Modeny Herkulesa z rodu Estów oraz jego żony Eleonory Aragońskiej, siostra Alfonsa I i markizy Mantui Izabeli.

## Życie
Urodziła się jako drugie dziecko Ercole d’Este i Eleonory Aragońskiej. Beatrice odebrała staranne wykształcenie, lubiła otaczać się z uczonymi, poetami i artystami, takimi jak Niccolò da Correggio, Bernardo Castiglione, Bramante, Leonardo da Vinci i wielu innych. W 1491 poślubiła Ludovica Sforzę. Leonardo da Vinci namalował jej portret jako prezent ślubny dla niej. W 1492 roku odwiedziła Wenecję jako ambasador do męża w jego politycznych interesach, które składały się głównie z chęci uznania go za księcia Mediolanu.
Po śmierci Giana Galeazzo Sforzy, uzurpacja Ludovico została zalegalizowana, a po bitwie pod Fornovo (1495), on i jego żona brali udział w kongresie pokoju w Vercelli między Karolem VIII a książętami włoskimi, na którym Beatrice pokazała wielkie polityczne możliwości. Jednak jej błyskotliwą karierę przerwała śmierć.

## Śmierć
Beatrice zmarła przy porodzie 3 stycznia 1497 roku w wieku 22 lat.

## Małżeństwo
W wieku 15 lat została zaręczona z Ludovikiem Sforzą (znanym jako il Moro), księciem Bari, regentem, a następnie księciem Mediolanu. Poślubiła go w styczniu 1491. Odbyło się podwójne wesele. Ludovico Sforza poślubił Beatrycze, podczas gdy jej brat, Alfons I d’Este poślubił Annę Sforzę, siostrę Giana Galeazzo Sforzy. Leonardo da Vinci zorganizował uroczystość ślubu.
Z Ludovikiem miała 2 dzieci:
- Maksymiliana (1493–1530), księcia Mediolanu 1512–1515
- Franciszka (1495–1535), księcia Mediolanu 1521–1535

## Beatrice w kulturze
Beatrice należy do czołowych kobiet renesansu, w dużej mierze jej patronat i dobry smak są odpowiedzialne za blask Castello w Mediolanie, Certosa w Pawii, i wiele innych znanych budynków w Lombardii. Leonardo da Vinci umieścił jej portret na „Ostatniej Wieczerzy” w refektarzu Santa Maria delle Grazie w Mediolanie. Jest główną postacią w powieści EL Konigsburg, ,,The Second Mrs.Gioconda”, w którym Konigsburg twierdzi, że była inspiracją dla „Mony Lisy” Leonarda da Vinci.